# Pálffy Károly (református lelkész)
Pálffy Károly (Hodgya, 1903. december 23. – Marosvásárhely, 1983. március 17.) erdélyi magyar református lelkész, szerkesztő, közíró, magyarországi országgyűlési képviselő.

## Életútja
Középiskolát Székelyudvarhelyen, református teológiát Kolozsvárt és Párizsban végzett. Lelkipásztor Sepsiszentgyörgyön (1929), Bürkösön (1930-31), Ákosfalván (1932-45) és Gernyeszegen (1946-73). Az Erdélyi Fiatalok alapító tagja és munkatársa. Részt vett Dimitrie Gusti faluszociológiai csoportjának újradnai munkájában, s tapasztalatait A Gusti professzor falumunkája című alatt a Református Szemlében dolgozta fel (1937/19-20). Szerkesztésében jelent meg földműves és iparos fiatalok számára Marosvásárhelyen a Református Ifjúság (1933-44) című lap; megszervezte az ákosfalvi népfőiskola téli tanfolyamait (1941-44).
Molter Károllyal és Veress Pállal együtt a Magyar Népközösség demokratikus szárnyát képviselte s ebben az időben a Brassói Lapok munkatársa is volt (1939-40). Mint a bécsi döntés után behívott magyar országgyűlési képviselő tiltakozott a magyar hatóságoknál az ákosfalvi gyűjtőtábor foglyainak embertelen megkínzása ellen (1941), majd falujabeli rokonának, Józsa Bélának a Békepárt nevében hozzá intézett levelei szellemében fellépett az Erdélyi Párt vezetőinél az újabb letartóztatási hullám ellen, s a vádlottak védelmére tanúságot vállalt a kommunisták perében (1943).
Álneve: Újfalusi.